# Culicoides marginalis
Culicoides marginalis är en tvåvingeart som beskrevs av Chu och Liu 1978. Culicoides marginalis ingår i släktet Culicoides och familjen svidknott. Inga underarter finns listade i Catalogue of Life.